# アシヤ映画製作所
アシヤ映画製作所（アシヤえいがせいさくしょ、1925年設立 - 同年活動停止）は、兵庫県芦屋市にかつて存在した日本の映画製作会社である。大阪の映画会社「帝国キネマ演芸」社の内紛によって生まれた会社で、同社の寿命は短命に終わったが、全従業員が従来の「帝キネ芦屋」に復帰できた。

## 略歴・概要
1920年（大正9年）、帝国キネマがその設立にあたり、旧天然色活動写真（天活）の「大阪支社」とともに財産とした「小阪撮影所」に加えて、1923年（大正12年）、兵庫県の現在の芦屋市に「帝国キネマ芦屋撮影所」を建設、開所した。翌1924年（大正13年）、総会屋の立石駒吉が山川吉太郎社長に近づき「帝キネ株」を1万株購入、さらには取締役の地位を確保して経営に参入し、秋には「帝国キネマ小阪撮影所長」のポストに座り、暴走の限りをつくした。
1925年（大正14年）1月14日、石井虎松をはじめとする芦屋撮影所の全従業員が辞職、同撮影所は機能停止に陥る。同年4月立石は小阪撮影所を閉鎖、小阪の全従業員を解雇、山川も立石も辞職した。立石は解雇した小阪の主力従業員を選別し、「東邦映画製作所」を設立し小阪撮影所を復活させるが、2か月で同社は解散する。
その混乱のなかで、石井以下一枚岩の元芦屋従業員（石井組）を率いて「帝国キネマ芦屋撮影所」を独立させ、設立したのが、この「アシヤ映画製作所」であった。
トラブルメーカー立石の去ったあとの新体制の「帝キネ」に、同年4月1日以来ほぼ毎週1作は作品を供給したが、半年のうちに活動は停止し、ほどなくほぼ全従業員が「帝国キネマ芦屋撮影所」へと職場復帰していく。「帝キネ」は、1925年初頭に倒産した「国活」から、「天活」以来の「巣鴨撮影所」を譲渡されて「帝国キネマ巣鴨撮影所」として稼動、1928年（昭和3年）には広大な「帝国キネマ長瀬撮影所」を新設・開所した。

## フィルモグラフィ
1925年4月公開作品
- 絵巻金色夜叉　監督・脚本松本英一、原作尾崎紅葉、撮影大森勝、主演歌川八重子
- 長兵衛売出す 前篇　監督長尾史録、脚本松屋春翠、撮影下村健二、主演市川百々之助
- 大熊小熊　監督長尾史録、脚本松屋春翠、撮影下村健二、主演市川百々之助
- 長兵衛売出す 後篇　監督長尾史録、脚本松屋春翠、撮影下村健二、主演市川百々之助
- 子守唄　監督松本英一、脚本・撮影大森勝、主演歌川八重子
- 桐野利秋　監督長尾史録、脚本小国比沙志、撮影下村健二、主演市川百々之助
- 初恋の頃　監督松本英一、脚本松屋春翠、撮影唐沢弘光、主演松本泰輔

1925年5月公開作品
- 一躍大家　監督・脚本佐藤喜一郎、撮影唐沢弘光、主演里見明
- 琵琶歌　監督松本英一、脚本佐藤樹一路、撮影大森勝、主演瀬川銀潮
- 愛の憎悪　監督・脚本志波西果、撮影唐沢弘光、主演高堂国典
- 二人の父　監督古海卓二、脚本佐藤樹一路、撮影大塚周一、主演浜田格
- 赤格子と六三　監督・脚本長尾史録、撮影下村健二、主演市川百々之助

1925年6月公開作品
- 辻斬雅楽頭　監督長尾史録、脚本田中健三、撮影大森勝、主演阪東豊昇
- 大空よ　監督・脚本松本英一、撮影谷口禎、主演藤間林太郎
- 大根は微笑む　監督古海卓二、脚本笹尾純一郎、撮影大塚周一、主演浅野節
- 逆流の血　監督馬場春宵脚本、撮影唐沢弘光、主演市川百々之助
- 若き日の忠治　監督長尾史録、脚本佃血秋、撮影下村健二、主演市川百々之助
- 夫婦船頭　監督松本英一、脚本佃血秋、撮影大森勝、主演鈴木泰輔

1925年7月公開作品
- 大自然の叫び　監督・脚本志波西果、撮影唐沢弘光、主演高堂国典
- 流るる酒　監督・脚本松本英一、撮影大森勝、主演松本泰輔
- 稲妻小僧 前篇　監督長尾史録、脚本小国比沙志、撮影下村健二、主演市川百々之助
- 稲妻小僧 後篇　監督長尾史録、脚本小国比沙志、撮影下村健二、主演市川百々之助
- 若返り薬　監督佐藤喜一郎、脚本木村一馬、撮影鈴木博、主演小島洋々
- 鮫竜横わる　監督・脚本志波西果、撮影唐沢弘光、主演松本泰輔

1925年8月公開作品
- 稲妻小僧 終篇　監督長尾史録、脚本小国比沙志、撮影下村健二、主演市川百々之助
- 山の一家　監督志波西果、脚本佃血秋、撮影唐沢弘光、主演高堂国典
- 心中の虫　監督佐藤喜一郎、脚本木村一馬、撮影鈴木博、主演藤間林太郎

1925年9月公開作品
なし
1925年10月公開作品
- 紫の尼僧　監督・脚本松本英一、撮影谷口禎、主演松本泰輔
- 愛の世界へ　監督・脚本松本英一、撮影大森勝、主演里見明

1925年11月公開作品
- 永遠の謎　監督大森勝、脚本園田舜治、撮影谷口禎、主演松本泰輔

## 註
1. ↑  日本映画データベースの「永遠の謎」では『永遠の謎』は「帝国キネマ芦屋撮影所」作品となっているが、Eien no nazo - IMDb（英語）では「Ashiya Eiga アシヤ映画」作品となっている。「Teikine Ashiya 帝キネ芦屋」とは区別されている。ここでは後者を採用した。